# Ductus cochlearis

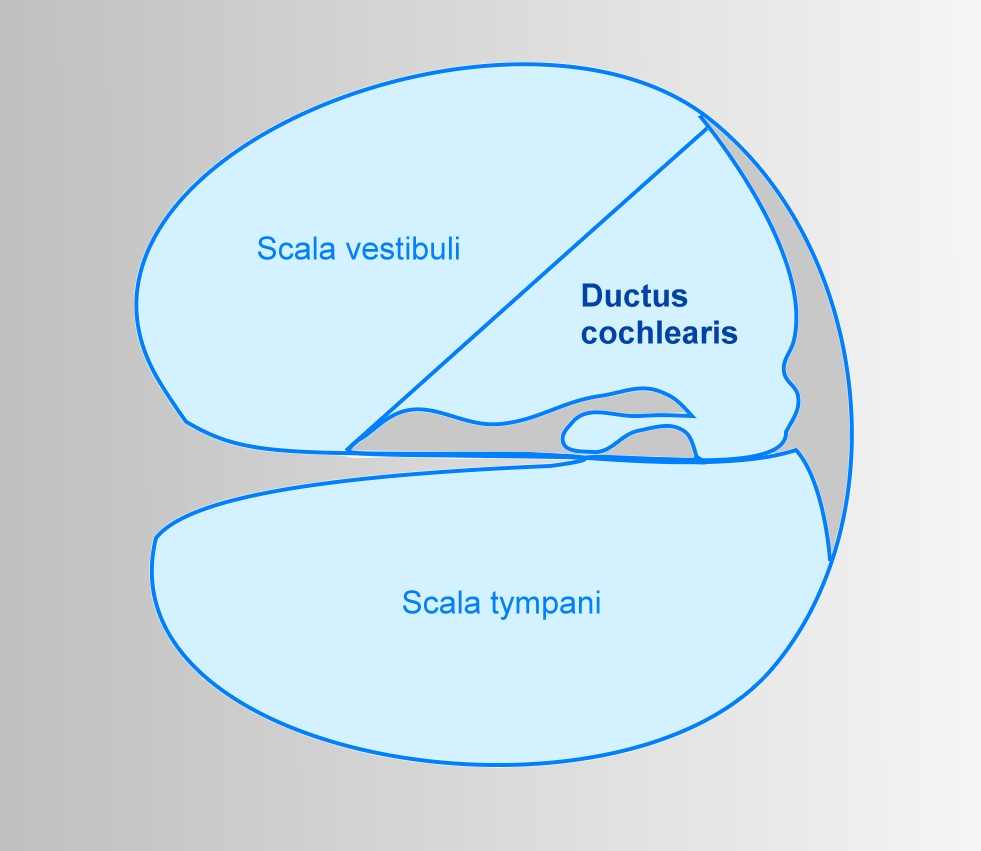
Schematischer Schnitt durch eine einzelne Schneckenwindung mit Ductus cochlearis

Als  Ductus cochlearis  (lat.: Schneckengang) oder auch Scala media (lat.: mittlere Treppe) bezeichnet man den mittleren der drei Gänge der Schnecke (Cochlea) im Innenohr.
Der Ductus cochlearis wird oben durch die Reißner-Membran (Membrana vestibularis Reißner) von der Scala vestibuli (lat.: Vorhoftreppe), unten von der Lamina spiralis ossea (lat.: spiraliges Knochenblatt) bzw. ihrer Fortsetzung nach außen, dem Limbus spiralis (lat.: spiraliger Rand) und der Basilarmembran von der Scala tympani (lat.: Paukentreppe) getrennt. Scala vestibuli und Scala tympani sind an der Schneckenspitze (Apex) über das Schneckenloch (Helicotrema) miteinander verbunden und von Perilymphe gefüllt. Der Ductus cochlearis ist mit Endolymphe gefüllt und endet an der Schneckenspitze blind. Er ist jedoch durch einen dünnen Gang (Ductus reuniens) mit dem Sacculus und damit im Weiteren über den Ductus endolymphaticus mit dem Saccus endolymphaticus verbunden, einem Blindsack zwischen zwei Blättern der harten Hirnhaut an der Hinterwand des Felsenbeines.
Der Ductus cochlearis beinhaltet das Corti-Organ mit den Haarzellen und der Tektorialmembran, einer dünnen Membran, die über dem Corti-Organ liegt und außerhalb der äußeren Haarzellen frei endet.
Embryonal entsteht der Ductus cochlearis aus dem  Labyrinthbläschen, aus dem auch das Gleichgewichtsorgan entsteht.